# Notices of the American Mathematical Society
Les Notices of the American Mathematical Society sont l'une des publications périodiques de l'American Mathematical Society (AMS). Elles sont publiées mensuellement, sauf pour le numéro couplé de juin-juillet. C'est le périodique de mathématiques le plus lu au monde, envoyé à environ 30 000 membres de l'AMS. Actuellement (pour la période 2019-2021) le rédacteur en chef est. La couverture comporte souvent des images mathématiques.

## Autres publications
L'American Mathematical Society publie une série d'autres périodiques, parmi lesquels notamment :
- Bulletin of the American Mathematical Society
- Journal of the American Mathematical Society
- Proceedings of the American Mathematical Society
- Transactions of the American Mathematical Society
- Memoirs of the American Mathematical Society